# 宮川 (弘前市)
宮川（みやかわ）は、青森県弘前市の地名。郵便番号は036-8051。

## 地理
土淵川沿い西側に位置する町。南部が一丁目、中部は二丁目、北部は三丁目であり、住宅地。北は神田、東は堅田、南は和徳町・野田、西は田町・八幡町に接する。

## 沿革
- 1991年（平成3年） - もとは堅田の小字であったが大字となる。

## 世帯数と人口
2017年（平成29年）6月1日現在の世帯数と人口は以下の通りである。
| 丁目       | 世帯数  | 人口  |
| ---------- | ------- | ----- |
| 宮川一丁目 | 72世帯  | 172人 |
| 宮川二丁目 | 189世帯 | 396人 |
| 宮川三丁目 | 187世帯 | 355人 |
| 計         | 448世帯 | 923人 |

## 施設

### 医療
- 若杉内科医院（廃院）
- 山崎歯科クリニック
- 恵こどもクリニック
- 亀谷針灸マッサージ院
- 医療法人弘愛会弘愛会病院

### 福祉
- 社会福祉法人伸康会
- 高齢者住宅りんごの里
- ケアライフ青森弘前営業所

### 金融
- 青森みちのく銀行堅田支店・弘前公園前支店

### 商業
- 洋服の青山弘前堅田店
- 東京靴流通センター弘前堅田店
- スーパードラッグアサヒ堅田店
- マクドナルド弘前堅田店
- 大心中井薬品本社
- フォーエル弘前店
- ハリカ弘前店
- 十五番商事
- キタコン

### 工業
- マルマンコンピュータサービス

### 教会
- 立正佼成会弘前教会

### 公共
- 宮川町会集会所

## 小・中学校の学区
市立小・中学校に通う場合、学区は以下の通りとなる。
| 町丁       | 番・番地 | 小学校             | 中学校             |
| ---------- | -------- | ------------------ | ------------------ |
| 宮川一丁目 | 全域     | 弘前市立和徳小学校 | 弘前市立第一中学校 |
| 宮川二丁目 | 全域     | 弘前市立和徳小学校 | 弘前市立第一中学校 |
| 宮川三丁目 | 全域     | 弘前市立和徳小学校 | 弘前市立第一中学校 |

## 交通
- 弘南バス

弘前職業能力開発校前、弘愛会病院前（弘前バスターミナル - 宮園団地線、他）停留所。